# ブリストル (ロードアイランド州)
ブリストル（英: Bristol）は、アメリカ合衆国ロードアイランド州の町。ブリストル郡の郡庁所在地である。人口は2万2493人（2020年）で、郡内最多である。町名はイングランドのブリストルから採られた。
ブリストル港は水深が深く大型船が着岸できる。主要産業は造船（さらに海洋関連産業）、製造業、観光業である。町の教育学区は隣接するウォーレン町のものと統合されている。住民の中で有名な少数民族としては、ポルトガル系アメリカ人（ルソ・アメリカンと呼ばれ、大半がアゾレス諸島からの移民）と、イタリア系アメリカ人である。

## 歴史
フィリップ王戦争で最初の戦闘が1675年にブリストルの地域で起こった。フィリップは最後は負けることになったが、そのインディアンの中での名前がメタコメットであり、ブリストルの主要道にメタコム・アベニューとして残っている（ロードアイランド州道136号線）。
フィリップ王は近くにあるマウントホープをその作戦基地にしていた。この山にある岩棚が「フィリップ王の椅子」と呼ばれ、マウントホープ湾に入って来る敵船を見張る所となった。この戦争が終わった後の1680年に、プリマス植民地の一部としてブリストルに入植された。イングランドのブリストルから町の名前が付けられた。
1685年にプリマス植民地に郡が創設されたとき、ブリストルはブリストル郡のシャイアータウン（郡庁所在地）だった。後にマサチューセッツのブリストル郡とロードアイランド州のブリストル郡に分割された。当初、ボストンのバイフィールド、ウォリー、オリバー、バートンと言う4人の投資家に1,100ポンドで売却された。しばらくはマサチューセッツの中に留まっていたが、1747年に国王がロードアイランドに移管した。
ブリストルの初期開拓者の中にデウルフ家が居た。ブリストルとロードアイランドは奴隷貿易の中心になった。ジェイムズ・デウルフは奴隷貿易の主導者であり、後にはロードアイランド州選出アメリカ合衆国上院議員になった。クエーカー教徒がロードアイランドで奴隷制度廃止運動の初期に関わった。
アメリカ独立戦争のとき、イギリス海軍がブリストル2度艦砲射撃した。1775年10月7日、ウォレス艦長とHMSローズが率いた船隊がブリストルの港に入って来て食料を要求した。ブリストルの町がこれを断ると、ウォレスは町に砲撃させ、多くの損傷を与えさせた。ロードアイランドの副総督ウィリアム・ブラッドフォードがボートを漕いでローズに行き攻撃を止めるよう交渉したときに砲撃は止んだが、1778年5月25日にも2回目の攻撃があった。このときは、500名のイギリス兵とドイツ人傭兵が町のメインストリート（現在はホープ通り、ロードアイランド州道114号線）を行軍し、宿舎や家屋30軒を焼き、住人の幾らかを捕虜にして、ニューポートに連れて行った。
ブリストルは1854年までロードアイランド州に5つあった州都の1つだった。
ブリストルにはロジャー・ウィリアムス大学がある。その名はロードアイランドの設立者ロジャー・ウィリアムスの名を付けたものである。
イーストベイ自転車道の南端がブリストル港のインデペンデンス公園にある。この自転車道は北のイーストプロビデンスに続いている。昔の鉄道の路床を使って建設され、その途中ではナラガンセット湾の最良の景色を眺められる。自転車乗りだけでなく、ローラースケート愛好者や歩行者もりようしており、ブリストルにとって価値あるものになっている。建設前は犯罪が多発する可能性を予測できたために、住人の間に激しい議論が持ち上がったが、地域社会にとって歓迎される資源となり、予想された犯罪も起こっていない。
ブリストルを基盤とするヨット造船会社ハーショフが、1893年から1920年までアメリカズカップを防衛し続けた5隻のヨットを建造した。コルト・エステイト、現在ではコルト公園は武器製造会社のコルトで有名になった者の甥であるサミュエル・P・コルトの家があった場所である。ナラガンセット湾の西航路に突き当たる大変美しい庭園にあり、水際と夕陽の比類ない景色で人気がある。
1700年に建てられたジョセフ・レイノルズ邸は、ブリストル唯一のアメリカ合衆国国定歴史建造物である。1778年、ロードアイランドの戦いの時に、ラファイエット侯爵とその参謀がこの建物を作戦本部に使った。

### 独立記念日パレード
ブリストルは、アメリカ合衆国の中で最も早くから独立記念日を祝っている。最初に行ったのは1777年の7月だった。このときイギリス軍士官がナラガンセット湾から聞こえて来る物音を耳にしていた。
これは反乱を起こした植民地の独立宣言一周年を祝うものである。朝には13発の砲弾を放った。植民地1つに1発であると想像する。夕暮れには反乱軍のフリゲート艦が新たに13発を次から次に放った。夜はたいへん静かで美しかったので、砲声のこだまが湾をわたり、大きな効果を挙げた。

毎年の祝祭（パトリオティック・エクササイシーズ）は1785年に、第一会衆派教会牧師で独立戦争の退役兵でもあるヘンリー・ライトによって設立され、後にパレードが始められ、今日続いているものはブリストル7月4日委員会が組織化した。祭は公式に6月14日のフラッグデーに始まり、屋外コンサート、街頭レース、独立公園での消防士の点呼と続く。クライマックスは7月4日のアメリカ合衆国最古のパレードである。この「ミリタリー・シビック・アンド・ファイアマンズ・パレード」には、州内および世界中から20万人の観衆が集まる。このことでブリストルは、「アメリカで最も愛国者の町」と言う綽名がついた。2009年、ティ・パーティの集団が山車から独立宣言など政治的な看板を出してパレードの規則に違反し、その後の参加を止められた。同じく2009年、CBSニュースの旅行編集者ピーター・グリーンバーグが「ニューズマックス」雑誌に書いた記事「アメリカの特徴ある都市と町25傑」でブリストルは第9位に挙がっていた。グリーンバーグはその順位を決めるときに、ブリストルの独立記念日祝祭を挙げていた。
この夏の祭りはレイバー・デー（9月の第1月曜日）の日曜日に独立公園で、ロードアイランド交響楽団のコンサートと花火大会で終了するのが通常である。

## 地理
ブリストルは、西にナラガンセット湾、東にマウントホープ湾のある半島に位置している。西側にある小さな半島はポパスカッシュと呼ばれる。
アメリカ合衆国国勢調査局に拠れば、市域全面積は20.6平方マイル (53.4 km2)であり、このうち陸地10.1平方マイル (26.2 km2)、水域は10.5平方マイル (27.2 km2)で水域率は50.99%である。船舶係留所7か所に800隻以上の船を係留できる。

## 人口動態
以下は2010年の国勢調査による人口統計データである。
基礎データ
- 人口: 22,954 人

人種別人口構成
- 白人: 94.9%
- アフリカン・アメリカン: 0.8%
- ネイティブ・アメリカン: 0.1%
- アジア人: 0.9%
- その他の人種: 0.4%
- 混血: 1.7%
- ヒスパニック・ラテン系: 2.0%

以下は2000年の国勢調査による人口統計データである。
| 基礎データ - 人口: 22,469 人 - 世帯数: 8,314 世帯 - 家族数: 5,653 家族 - 人口密度: 858.1人/km2（2,222.2 人/mi2） - 住居数: 8,705 軒 - 住居密度: 332.4軒/km2（860.9 軒/mi2） | 人種別人口構成 - 白人: 97.14% - アフリカン・アメリカン: 0.62% - ネイティブ・アメリカン: 0.16% - アジア人: 0.67% - 太平洋諸島系: 0.04% - その他の人種: 0.33% - 混血: 1.03% - ヒスパニック・ラテン系: 1.29% |

## 見どころと歴史的な場所
- アメリカズカップの殿堂
- ブライスウォルド邸宅、庭園、樹木園
- ブリストル美術館[12]
- ブリストル郡庁舎
- ブリストル郡監獄
- ブリストル税関と郵便局
- ブリストル・フェリー灯台
- ブリストル・ウォーターフロント歴史地区
- コルト州立公園
- ジュニパーヒル墓地
- ハーショフ海洋博物館
- リンデン・プレース、デウルフ邸

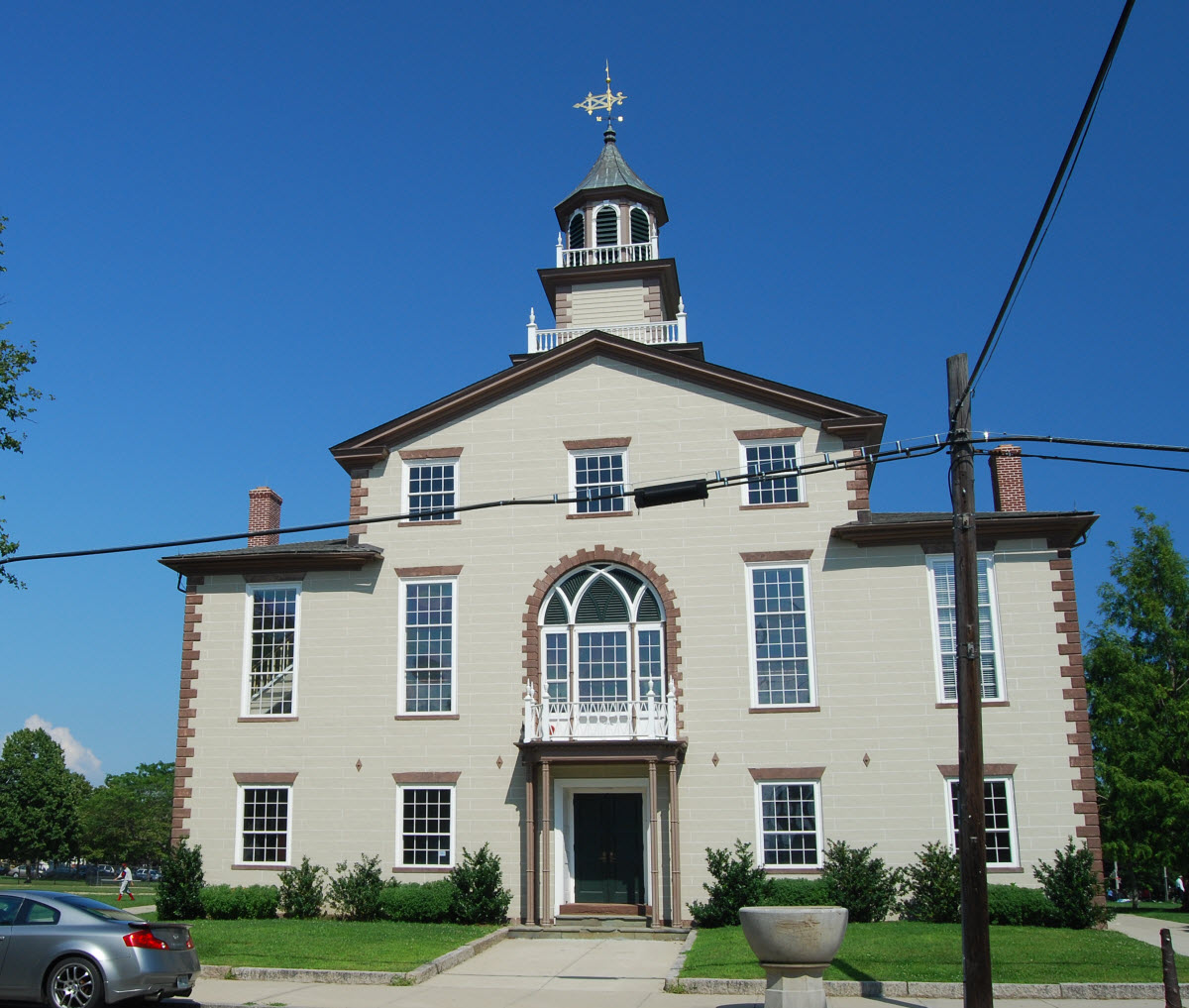
旧ブリストル郡庁舎

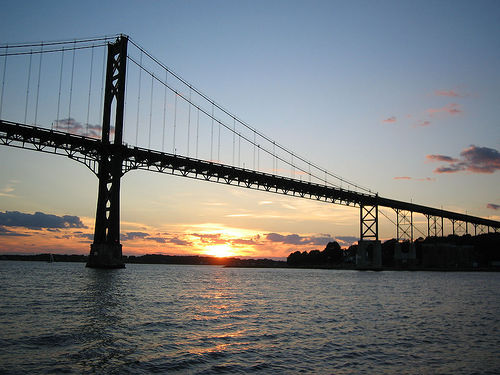
マウントホープ橋

- ロングフィールド、チャールズ・ダナ・ギブソン邸
- マウントホープ橋
- マウントホープ農園
- ポパスカッシュ農園歴史地区
- ジョセフ・レイノルズ邸
- ロジャー・ウィリアムス大学
- ロジャー・ウィリアムス大学法学校
- コグシェル農園博物館[13]、1790年頃

## 著名な出身者
- ウィリアム・ブラッドフォード (1729-1808)、医師、弁護士、政治家、アメリカ合衆国上院議長代行、ブリストルで住み、死んだ
- アンブローズ・バーンサイド、南北戦争時の北軍将軍、鉄道会社役員、アメリカ合衆国上院議員、第30代ロードアイランド州知事、ブリストルで住み、死んだ
- エセル・バリモア、無声映画と舞台の女優、バリモア家の一員
- アンソニー・クイン、俳優、出演作品に『その男ゾルバ』、『アラビアのロレンス』、『革命児サパタ』、『炎の人ゴッホ』、アカデミー助演男優賞を1952年と1956年の2度受賞、ブリストルで住み、死んだ